# AT&T 코퍼레이트 센터
AT&T 코퍼레이트 센터(영어: AT&T Corporate Center) 또는 프랭클린 센터(영어: Franklin Center)는 미국 일리노이주 시카고 루프 지역에 있는 높이 307m, 지상 60층의 초고층 빌딩이다. 시카고에서 5번째로 높은 건물이며, 미국 전체에서는 11번째로 높은 건물이다. 1976년에서 2000년 사이에는 시카고에서 가장 높은 건물이였다. AT&T가 소유하고 있으며, 회사의 본사 기능 통합을 위해 건축되었다.

## 같이 보기
- 시카고의 마천루 목록
- 미국의 마천루 목록